# Going Down on Love
«Going Down on Love» es una canción de John Lennon, lanzado como el primer tema en su álbum Walls and Bridges de 1974. También fue lanzado como lado B de la canción de John Lennon "Jealous Guy" en 1985.

## Letra y música
La letra de "Going Down on Love" refleja los sentimientos de Lennon durante su supuesto "fin de semana perdido" en la separación con su esposa Yoko Ono. Como tal, establece el tono para la totalidad del álbum Walls and Bridges. Lennon lamenta el hecho de que a pesar de su vida en ese momento que le parecía divertido, y que en realidad necesitaba ser rescatado de su búsqueda de placer, de la situación sin amor. El cantante acepta su derrota de su "precioso y raro" amor como el precio de sus abusos del pasado. Los autores chip Madinger y Mark Easter describen las letras de un ser tan franco como las letras de las canciones en John Lennon/Plastic Ono Band. Ben Urish y Bielen Ken describen las letras como algo "desolador".
La frase del título incorpora un juego de palabras sexual. La frase "going down on love" ("ir abajo en el amor") se utiliza en la canción en el contexto de "Going Down on Love". Incluso añade que él "que conseguir abajo, abajo en mis rodillas", que en un sentido literal significaría que él está de rodillas rogando por ayuda o pidiendo perdón. Sin embargo, estas frases también implica un acto sexual, aunque parte de la broma parece ser que dentro de la canción ni los anhelos declarados románticas o los deseos sexuales implícitos se cumplen.  Andrew Jackson, sin embargo, tiene la frase del título se combina con el juego de palabras que implican una promesa de Lennon para ser un mejor amante si Ono lo lleva de regreso.
"Going Down on Love" se abre con una percusión y acompañamiento que el autor Andrew Jackson compara con Marvin Gaye "What's Going On" y "Mercy Mercy Me (The Ecology)", aunque más lento. Los suplentes de canciones entre lento y suave y secciones con un funky rítmico marcado por los bongos. Urish y Bielen creen que este enfoque genera una "sensación de energía nerviosa", que consideren necesarios para el estado de ánimo ansioso y resignada de la canción. A pesar de que es una "canción de pérdida", el crítico musical Johnny Rogan dice que el "tono alegre" de la canción produce un efecto de irreverencia y desafío. Rogan encuentra los dos elementos más notables de la canción es "estridente" de Lennon y Bobby Keys en el cuerno de acuerdo. La frase "Somebody please, please help me" ("Alguien por favor, por favor ayúdame") se canta a una similar melodía, aunque a un menor ritmo que la frase similar que Lennon cantaba con The Beatles en la canción "Help!".
Según Madinger y Easter, la grabación y mezcla de "Going Down on Love" son más nítidas que en muchas otras canciones de Lennon.

## Personal
Los músicos que realizaron en la grabación original fueron los siguientes:
- John Lennon - voz, guitarra
- Nicky Hopkins - piano
- Jesse Ed Davis - guitarra
- Eddie Mottau - guitarra acústica
- Ken Ascher - piano eléctrico
- Klaus Voormann - bajo
- Arthur Jenkins - percusión
- Jim Keltner - batería
- Bobby Keys , Steve Madaio, Howard Johnson, Ron Aprea, Frank Vicari - cuernos